# 1991 ve fotografii
Tento článek obsahuje významné fotografické události v roce 1991.

## Události
- duben – Sebastiao Salgado dokumentoval hašení 900 naftových vrtů, které při útěku z Kuvajtu zapálil poražený Saddám Husajn.
- V Jihoafrické republice ukončila svou činnost fotografická agentura Afrapix, kterou v roce 1982 založili Cedric Nunn, Paul Weinberg, Peter Mackenzie a Omar Badsha.[1]

Fotografické festivaly a výstavy
- Rencontres d'Arles, červenec–září
- Mois de la Photo, Paříž, listopad

## Ocenění
- World Press Photo – David Turnley

- Prix Niépce – Jean-Louis Courtinat
- Prix Nadar – Irving Penn, En passant, ed. Nathan Image
- Cena Oskara Barnacka – Barry Lewis (Grande-Bretagne)
- Grand Prix national de la photographie  – Raymond Depardon
- Cena Henriho Cartier-Bressona – Josef Koudelka

- Cena Ericha Salomona – Robert Lebeck
- Cena za kulturu Německé fotografické společnosti – Peter Keetman

- Cena Ansela Adamse – Stephen Trimble
- Cena W. Eugena Smithe – Dario Mitidieri
- Zlatá medaile Roberta Capy – Christopher Morris (Black Star), Time
- Pulitzer Prize for Spot News Photography – Greg Marinovich, Associated Press, za sérii fotografií jihoafrických příznivců Kongresu ANC zabíjejících špióna kmene Zulu. (fotografie)
- Pulitzer Prize for Feature Photography – William Snyder, The Dallas Morning News, „za fotografie nemocných a osiřelých dětí žijících v nelidských podmínkách v Rumunsku.“
- Infinity Awards – Andreas Feininger a Sylvia Plachy

- Cena Higašikawy – Jan Saudek, Nobujoši Araki, Takako Minoda, Gen'ičiró Kakegawa
- Cena za fotografii Ihei Kimury – Tošio Šibata (柴田 敏雄)
- Cena Nobua Iny – Akihiro Sakaki
- Cena Kena Domona – Bišin Džúmondži (十文字 美信)

- Prix Paul-Émile-Borduas – Michel Dallaire
- Fotografická cena vévody a vévodkyně z Yorku – Douglas Clark

- Hasselblad Award – Richard Avedon

## Narození v roce 1991

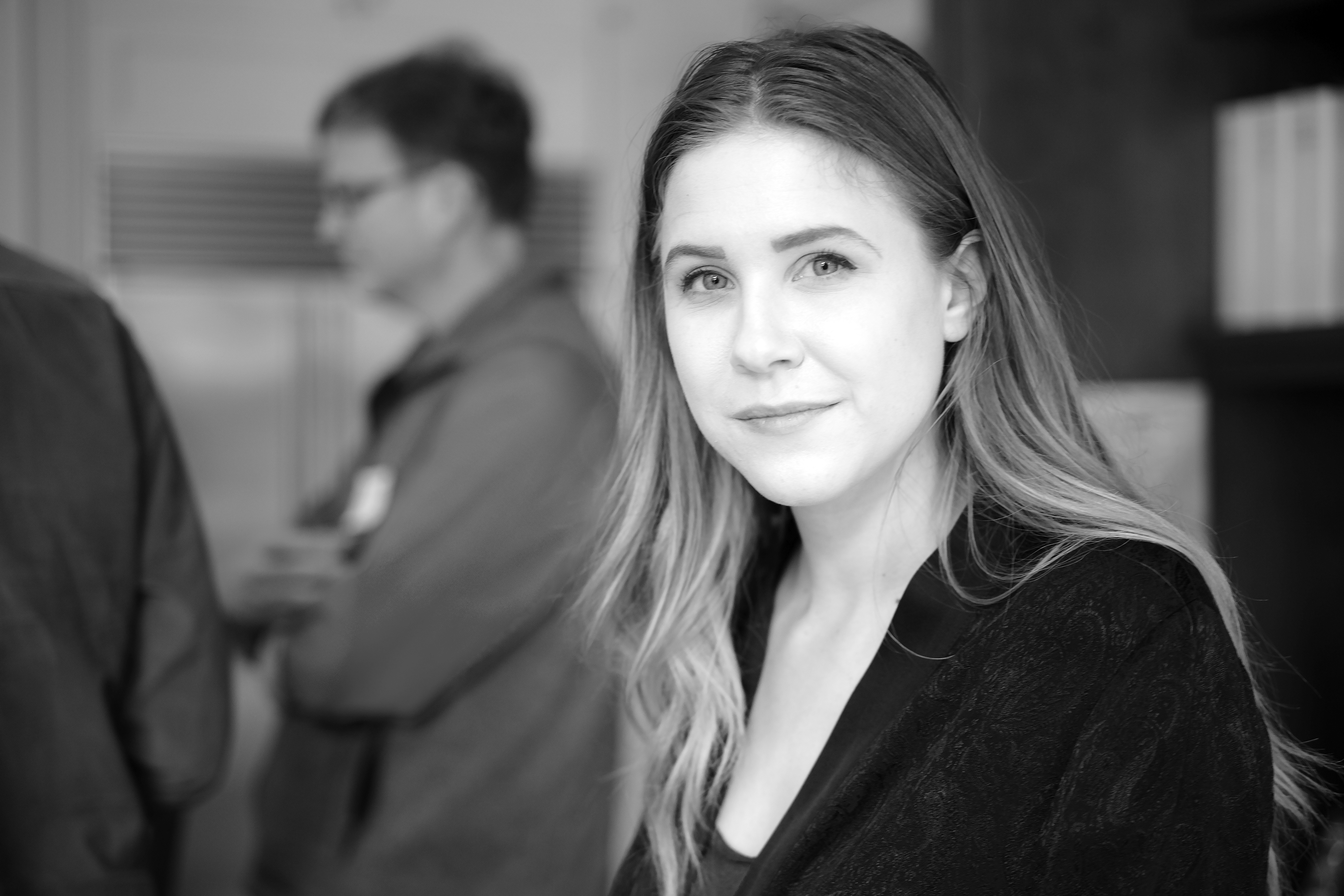
Sarah Blesener, americká dokumentární fotografka

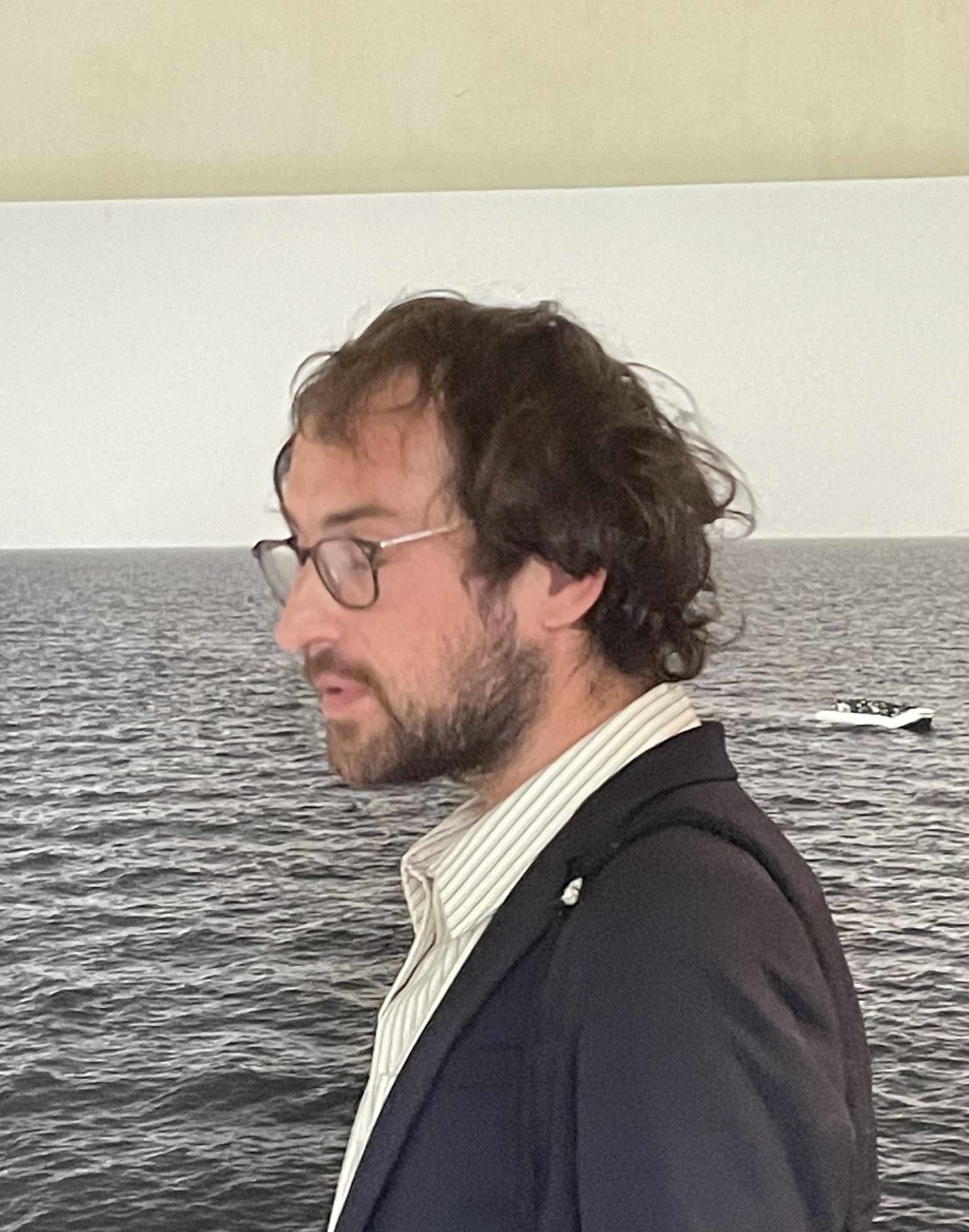
Dne 29. června se narodil Édouard Elias, francouzský novinář a fotograf

- 20. ledna – Rafael Yaghobzadeh, francouzský reportážní fotograf
- 19. března – Reihane Taravatiová, íránská fotografka a aktivistka, specializuje se na produkci obsahu na sociálních sítích
- 6. května – Agustina Vivero, argentinská fotoblogerka
- 31. května – Saša Samsonová, ukrajinská módní fotografka a režisérka, žije a pracuje v Los Angeles
- 29. června – Édouard Elias, francouzský novinář a fotograf
- 1. prosince – David Mináč, slovenský režisér, scenárista, herec, umělec a fotograf
- ? – Sarah Blesener, americká dokumentární fotografka
- ? – Phumzile Khanyile, jihoafrická fotografka, její série Plastic Crowns je o životě žen a sexuální politice, autoportréty, kdy je oblečená v šatech své babičky, se kterou žije, ženská zkušenost se vztahy mezi pohlavími z hlediska síly, „zkoumání studu a očekávání, co znamená být ženou“; „stereotypické představy o pohlaví, sexuálních preferencích a souvisejících stigmatech a jejich význam v současné společnosti“.

## Úmrtí v roce 1991
- 1. ledna – Jan Lauschmann, český chemik a fotograf (* 1. dubna 1901)
- 12. ledna – Eduard Ingriš, český hudební skladatel, dirigent a fotograf (* 11. února 1905)
- 30. ledna – Clifton C. Edom, americký fotožurnalista (* 12. února 1907)
- 8. února – Aaron Siskind, americký fotograf (* 4. prosince 1903)
- 8. března – Maria Eisner, americká fotografka (* 8. února 1909)
- 15. června – Vilém Reichmann, český fotograf (* 25. dubna 1908)
- 15. června – Bohumil Šťastný, český fotoreportér (* 15. června 1905)
- 30. června – Karel Egermeier, francouzský fotograf původem z Čech (* 26. ledna 1903)
- 2. srpna – Emil Bican, český fotograf (6. května 1916)
- 29. října – Lee Boltin, americký fotograf (19. listopadu 1917)
- říjen – Clem Albers, americký fotograf (* 1903)
- 2. listopadu – Kalle Kultala, finský dokumentární a novinářský fotograf (* 18. srpna 1924)
- 30. listopadu – Irena Blühová, slovenská fotografka (* 2. března 1904)
- 9. prosince – Berenice Abbottová, americká fotografka (* 17. července 1898)
- ? – Šúkiči Cudžimura, japonský fotograf (* 1910)
- ? – Zofia Chomętowska, polská umělecká fotografka ze šlechtického rodu, dokumentární fotografie, Varšavské povstání, pohraničí, spoluorganizátorka výstavy Warszawa oskarża (Varšava obviňuje, 1945), první poválečné polské fotografické výstavy vystavené v Národním muzeu ve Varšavě (* 8. prosince 1902 – 20. května 1991)
- ? – Sølve Harmová, norská úřednice, novinářská fotografka v redakci Arbeidernes blad v letech 1963–1981 (* 30. ledna 1911 – 25. července 1991)